# Palladyna

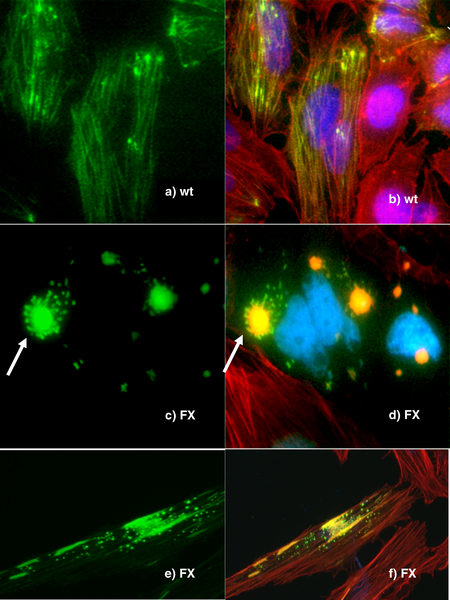
Ekspresja konstruktów genu palladyny dzikiego typu (wt) i mutacji P239S (FX) w komórkach linii HeLa. A i B pokazują kolokalizację filamentów (A) i aktyny F (B); w przypadku mutacji część palladyny kolokalizuje z aktyną (C), ale nie całość (D); E i F pokazują cytoplazmatyczną frakcję zmutowanej palladyny niezwiązanej z aktyną. Zielony – kompleks GFP-palladyna; czerwony – aktyna F; niebieski – jądro komórkowe; żółty – palladyna z aktyną F. Powiększenie 100×

Palladyna – białko cytoszkieletu komórki, u człowieka kodowane przez gen PALLD w locus 4q31.3. Białko zostało zidentyfikowane przez dwie niezależnie działające grupy badawcze, jedną z laboratorium Carola Oteya (w 2000) i drugą z laboratorium Olliego Carpéna (w 2001). Należy do rodziny miotyliny-miopalladyny-palladyny i może odgrywać rolę w modulacji cytoszkieletu aktynowego. W odróżnieniu od miotyliny i miopalladyny, podlegających ekspresji jedynie w mięśniach poprzecznie prążkowanych, gen palladyny przepisywany jest na białko we wszystkich komórkach mezenchymalnych. Nazwa palladyny pochodzi od architekta renesansowego Andrei Palladio.

## Izoformy
U ludzi istnieje siedem izoform palladyny, z których niektóre powstają jako wynik alternatywnego splicingu. U myszy jeden gen przepisywany jest na trzy izoformy białka. Zawierają one od trzech do pięciu domen immunoglobulinopodobnych i jedną lub dwie domeny poliprolinowe.

## Funkcja

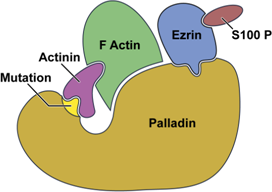
Schemat przedstawiający wiązanie się palladyny z innymi białkami: aktyną F, aktyniną, białkiem S100 i ezryną

Dokładna biologiczna funkcja palladyny w komórce nie jest dokładnie wyjaśniona, jednak wykazano, że odgrywa ona rolę w organizacji cytoszkieletu, rozwoju zarodkowym, ruchliwości komórek, tworzeniu blizn skóry i rozwoju neuronów.

## Rola w patologii

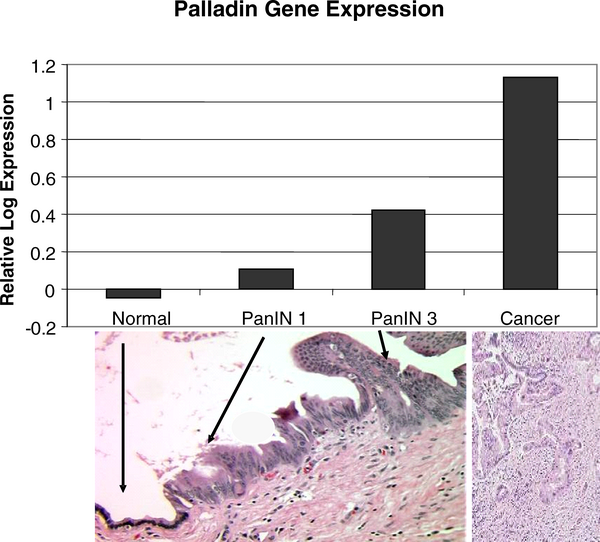
Ekspresja palladyny w komórkach trzustki, przechodzących od stanu prawidłowego, przez przedrakową hiperplazję, po raka in situ i po raka inwazyjnego

RNA palladyny ulega nadmiernej ekspresji u pacjentów z rakiem trzustki. U części pacjentów z rodzinnym rakiem tego narządu gen palladyny jest dodatkowo zmutowany. Do roku 2007 mutacje palladyny u pacjentów z rodzinnym rakiem trzustki stwierdzono jednak jedynie u jednej północnoamerykańskiej rodziny, tej samej mutacji nie wykazano w dwóch innych badaniach u żadnej z rodzin z rodzinnym rakiem trzustki, zarówno w Europie, jak i Ameryce Północnej.
Salaria i wsp. dowiedli, że palladyna ulega nadmiernej ekspresji w nienowotworowym podścielisku raka trzustki, natomiast rzadko w komórkach nowotworowych per se; sugeruje to, że rola palladyny w patogenezie nowotworu może mieć związek ze zmianami w mikrośrodowisku komórek guza.
Mutacje powodujące choroby stwierdzono też w genach dwóch pozostałych białek rodziny palladyny; mutacje miotyliny związane są z jedną z postaci dystrofii obręczowo-kończynowej (1A) oraz rzadkim typem dystrofii mięśniowej, a mutacje miopalladyny związane są z jedną z postaci kardiomiopatii rozstrzeniowej.